# 로벅만

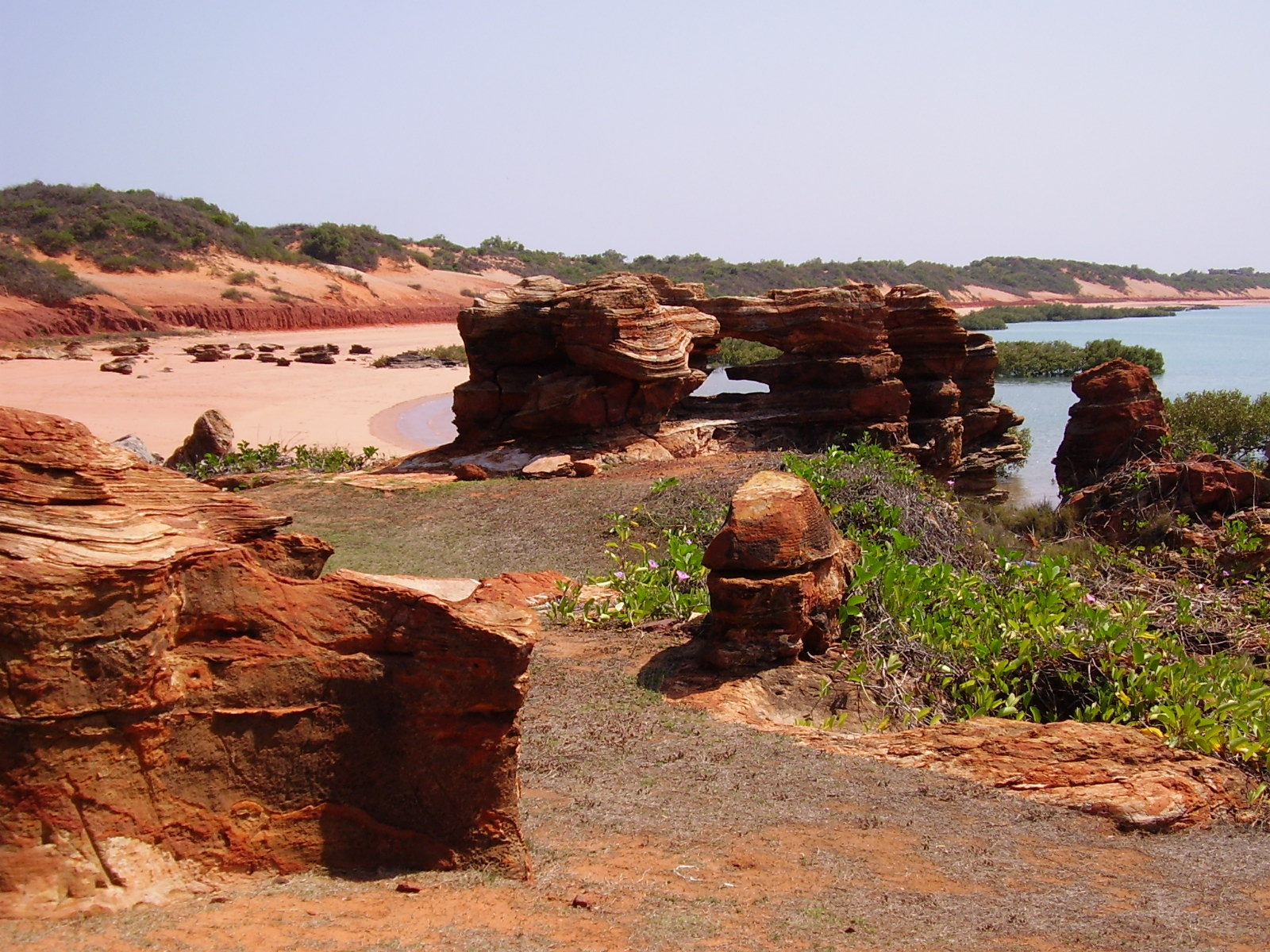
북부 로벅 만의 샌드 비치

로벅만(Roebuck Bay)은 웨스턴오스트레일리아 주 킴벌리 지역의 해안에 있는 만이다. 로벅 만은 1699년 북서 오스트레일리아 해안을 탐험한 윌리엄 댐피어 선장의 선박 HMS 로벅의 이름을 따라 지어졌다.

## 참고
- “The Annotated Ramsar List: Australia”. The Ramsar Convention on Wetlands. 2000년 1월 4일. 2010년 4월 10일에 확인함.
- “Information Sheet on Ramsar Wetlands: Roebuck Bay”. Department of Conservation and Land Management, Western Australia. October 2003. 2011년 3월 13일에 원본 문서에서 보존된 문서. 2010년 4월 11일에 확인함.
- “Protecting Ramsar Wetlands. Site 3: Roebuck Bay” (PDF). 《Caring For Our Country》. National Resource Management. 2011년 2월 23일에 원본 문서 (PDF)에서 보존된 문서. 2010년 4월 11일에 확인함.